# Greta Constantine
Greta Constantine es una marca de Toronto, Canadá. Los dos modistos son Kirk Pickersgill y Stephen Wong. 

## Las colecciones
- Greta Constantine: línea para mujeres.[1]
- Ezra Constantine: línea para hombres.[1]
- Primer
- Greta Constantine SKIN para Danier